# Pan de Arani

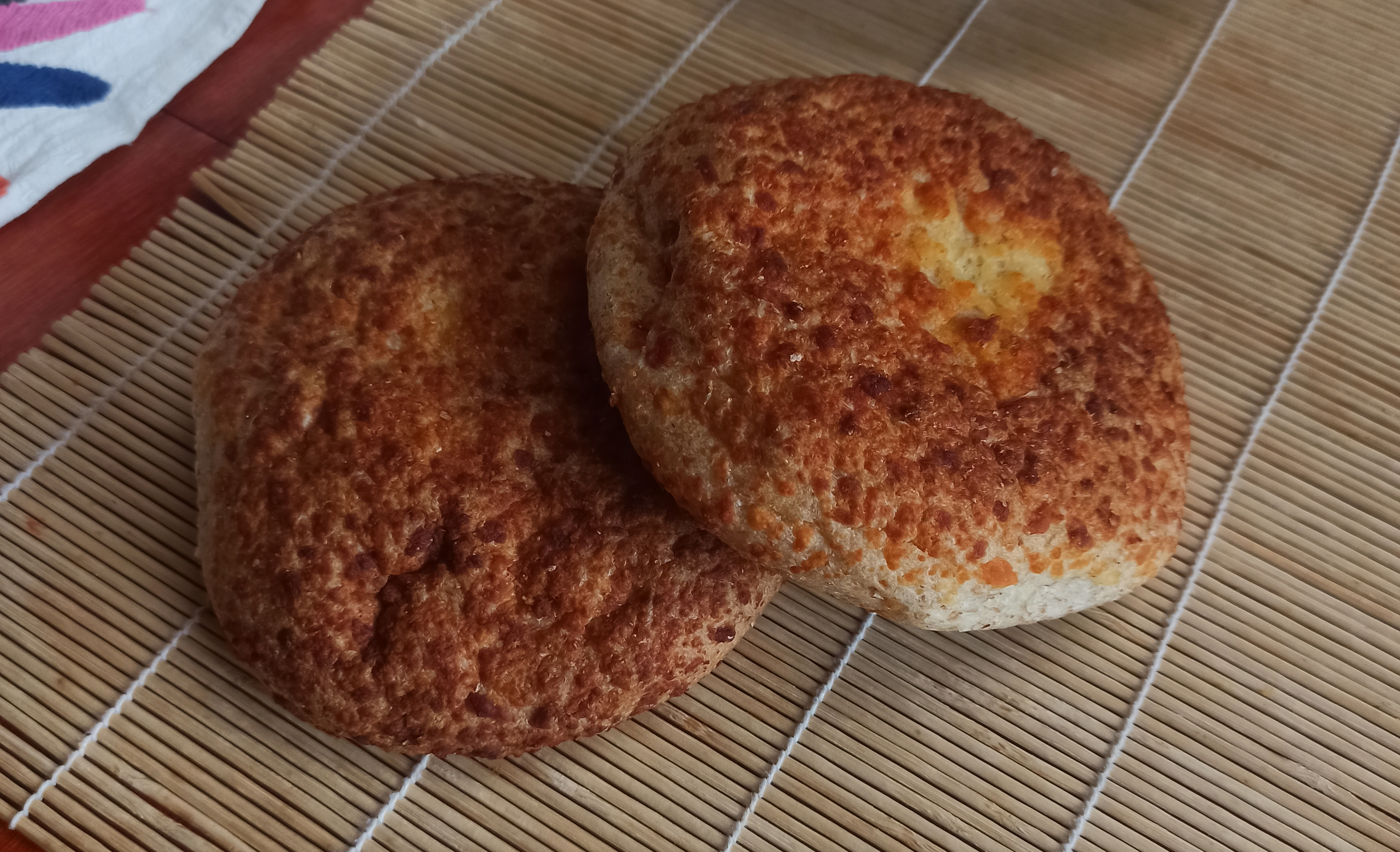
Pan de Arani

El pan de Arani es un pan típico de la localidad de Arani, ubicada en el departamento de Cochabamba, en Bolivia.   

## Historia, tradición e ingredientes
El pan de Arani se comercializa en muchas ciudades de Bolivia y se caracteriza por su gran tamaño, en comparación a los panes regulares que se venden en el país (puede llegar a medir hasta 50 cm). También se lo conoce como mama qonqachis, "para olvidar a la mamá" en quechua. Según la tradición, es usual que cuando un par de enamorados deciden casarse el novio debe "robar" a su prometida, lo que genera malestar en la familia de ella. Para aliviar este malestar y pedir la mano, el novio debe entregar estos panes como un regalo a sus futuros suegros.
El pan de Arani suele estar hecho con harina de trigo triturado en molino de piedra y cocinado en horno de barro calentado con leña de molle o eucalipto, lo que le da un toque especial. Los ingredientes suelen ser levadura fresca, chicha, azúcar, leche, mantequilla, huevos y quesillo. La harina, tradicionalmente, proviene de Pocoata, centro de producción de harina.